# 多摩川

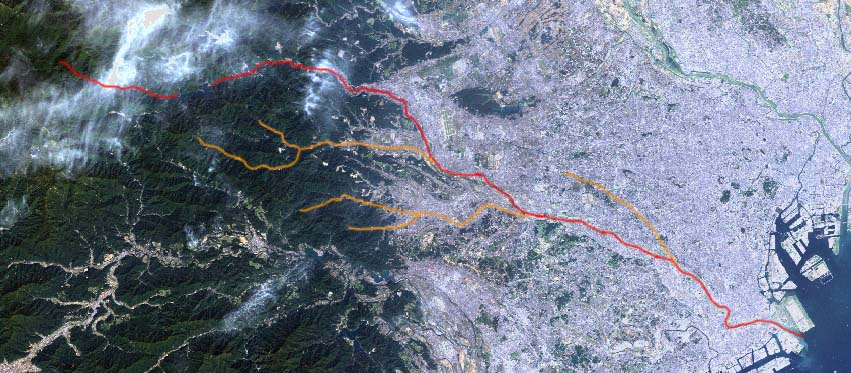
多摩川衛星圖。紅色為河道。左邊中斷部分是奧多摩湖。橙色是主要支流。左起為秋川 (東京都)（上稱北秋川、下稱南秋川）、淺川（同樣分北淺川、南淺川）、野川 (東京都)。

多摩川（日语：／ Tamagawa */?），是日本政府列管為一級河川的多摩川水系之主流，流經山梨縣、神奈川縣及東京都等地區，主流總長138公里，流域面積約1,240平方公里。

## 名稱由來

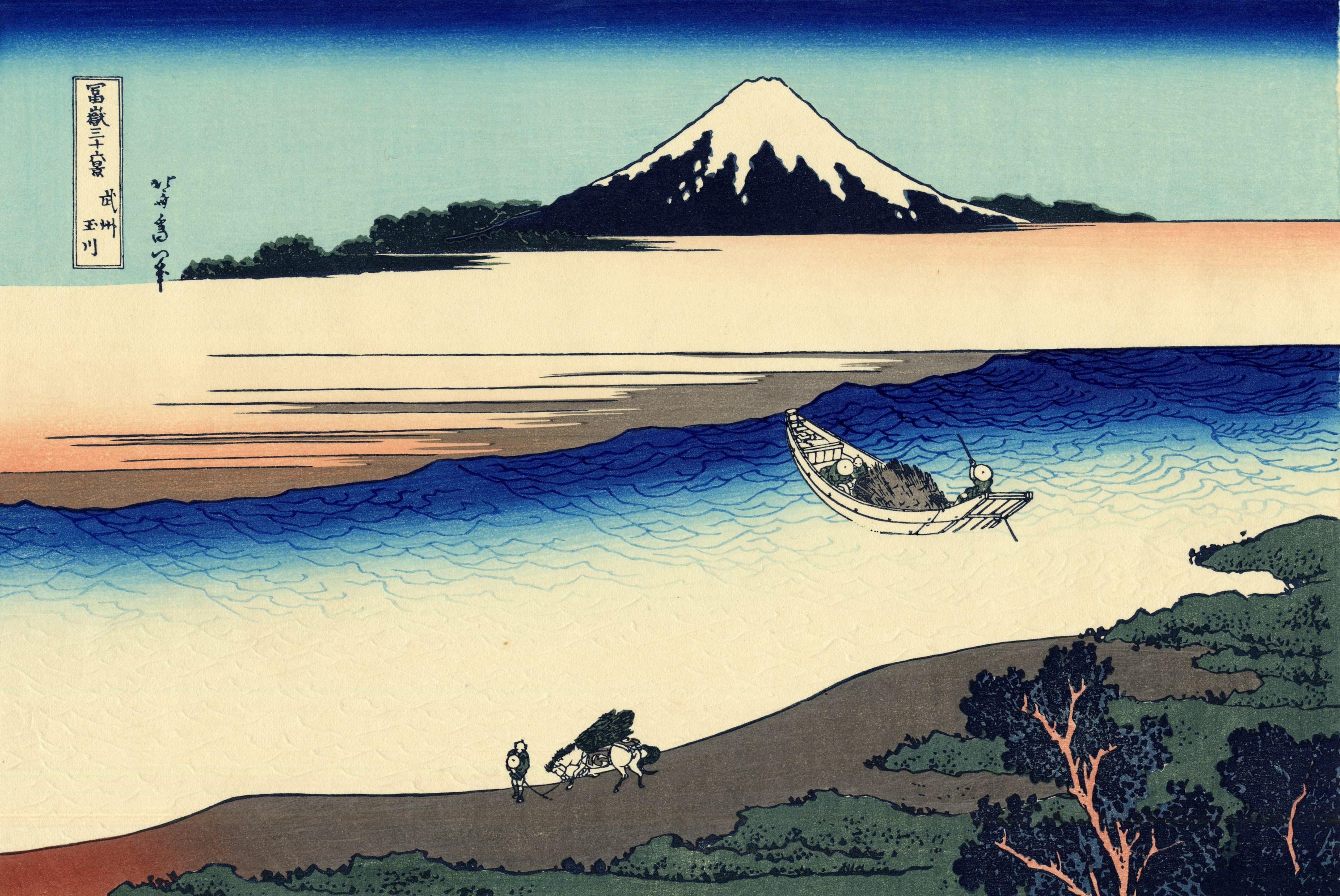
葛飾北齋『富嶽三十六景』的「武州玉川」

《萬葉集》稱作「多麻河」。835年朝廷官符則將丸子渡附近稱做「武藏國石瀨河」。上游稱「丹波川（たばがわ）」。江戶時代多寫作同音的玉川（たまがわ），並保留至現在的玉川上水與二子玉川站等設施名及地名。
名稱由來眾說紛紜。而「多摩郡」之名是來自於多摩川。
- 最有力的說法是源自於山梨縣丹波山地域。上游稱作「丹波川」（たばがわ，Tabagawa），人們從上游遷移至中游時，音變為「たまがわ」（Tamagawa）[2]。「タバ」（Taba）在阿爾泰語系祖語是「峠」的意思，因此多摩川意指丹波山峠。而中游的人可能是以從「タバ」流出的河川而稱「タバ川」[3]。
- 「タマ」（Tama）代表「靈魂」，多摩川意為「擁有靈力之川」「神聖之川」。由於流經武藏國總社大國魂神社附近，成為宗教儀式禊所使用的聖水來源而有此稱[4]。也有一說是指水神擁有的神聖河川[4]。此外，過去定居於此的部族信奉國魂神，將神聖之地稱作「靈之郡」（たまのこおり）。神聖之河稱作「靈之川」[5]。
- 「タマ」意指「玉石、美好的事物、優秀的事物」，因河川流動「美麗如玉」因而稱作「玉川」[6]。
- 「タマ」源自「渟り」（たまり）。古代缺乏水源的人們見到多摩川充沛水量而讚嘆為「溜まれる水」（聚集之水）[6]。
- 「タマ」為「田間」，也就是「水田遍布之地」，與「埼玉郡（日语：埼玉郡）」「兒玉郡」同源。但是此說法的「多摩郡」早於「多摩川」[7]。

## 地理

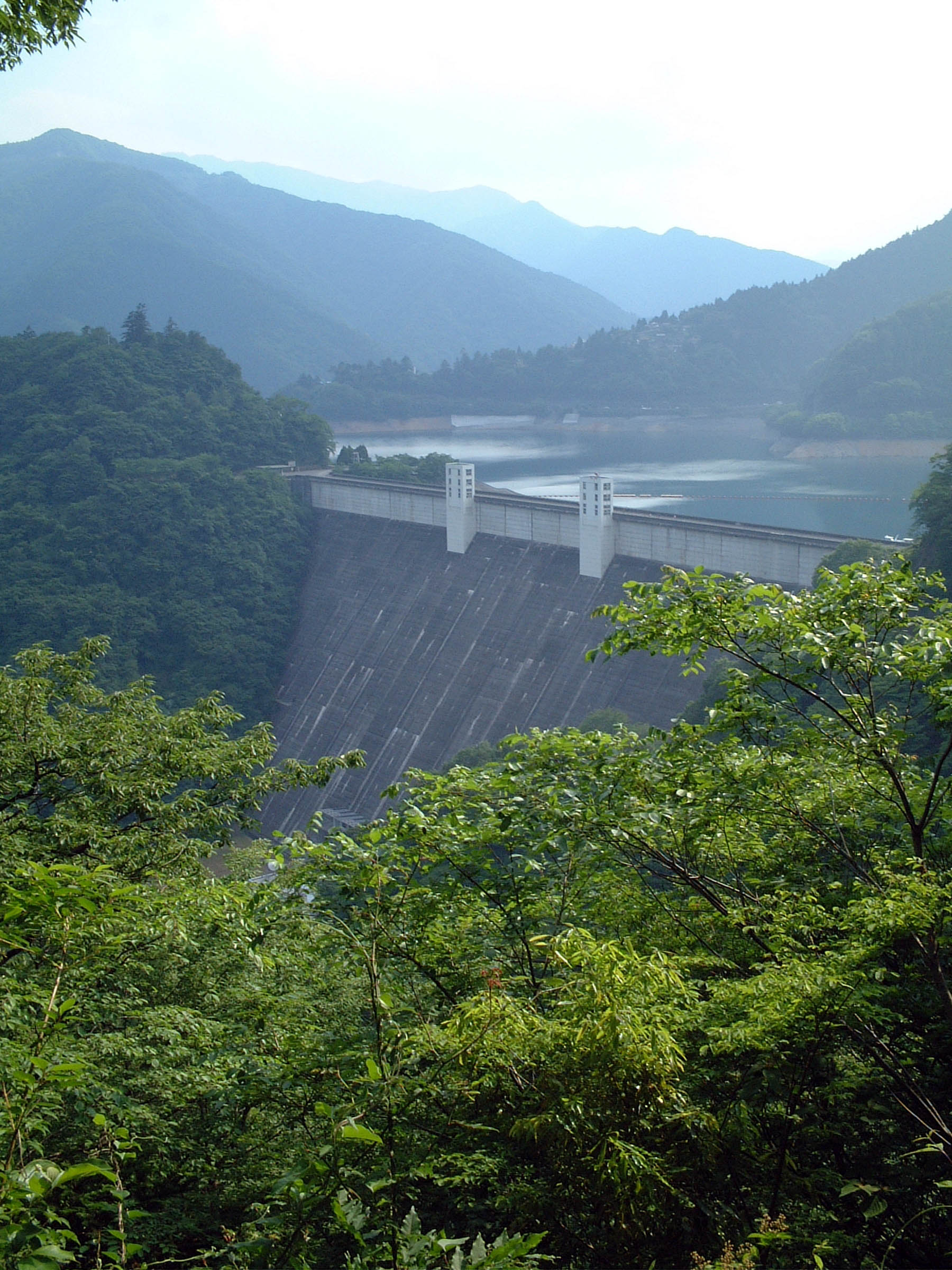
小河內水壩

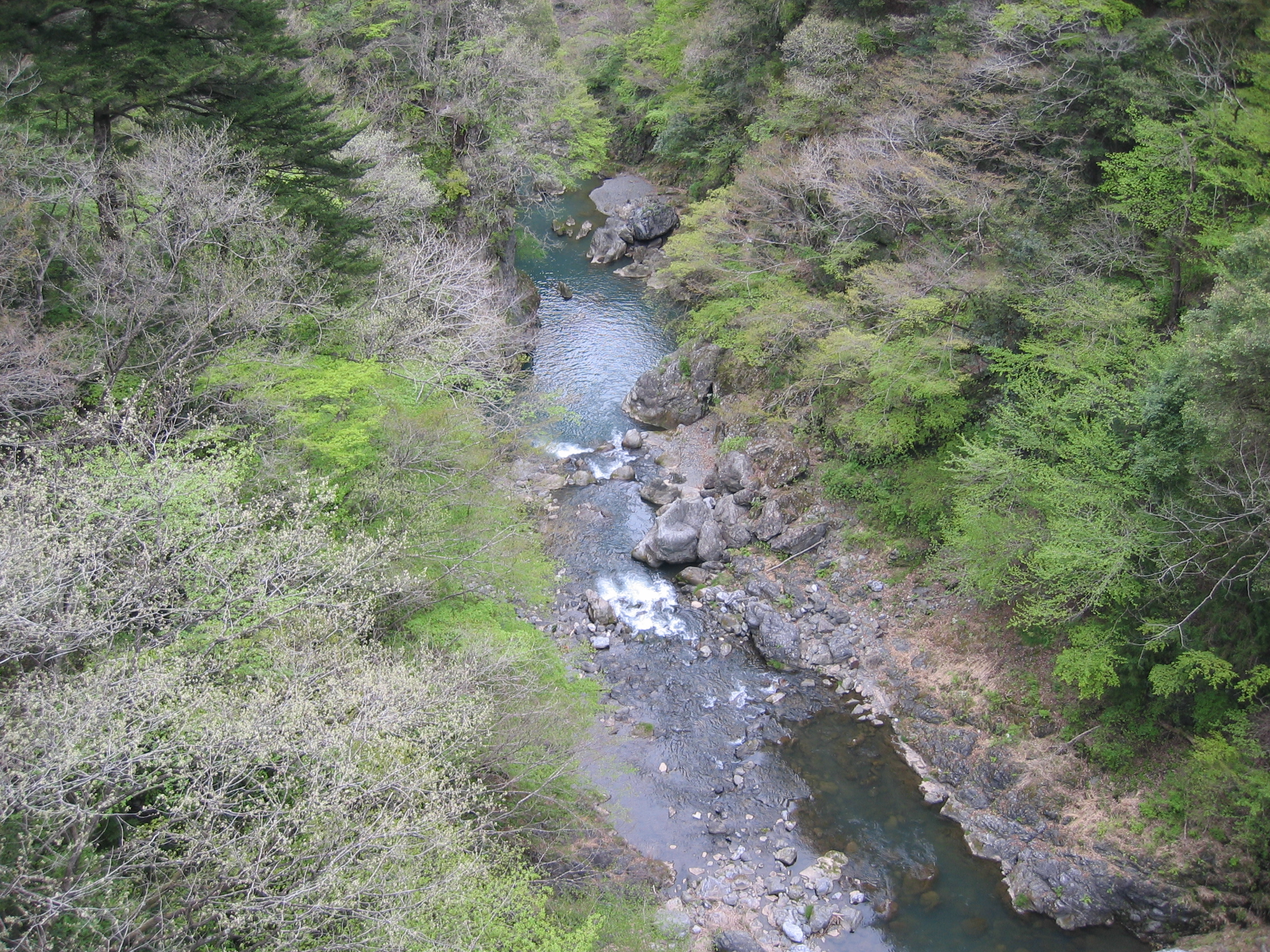
境橋跳望多摩川

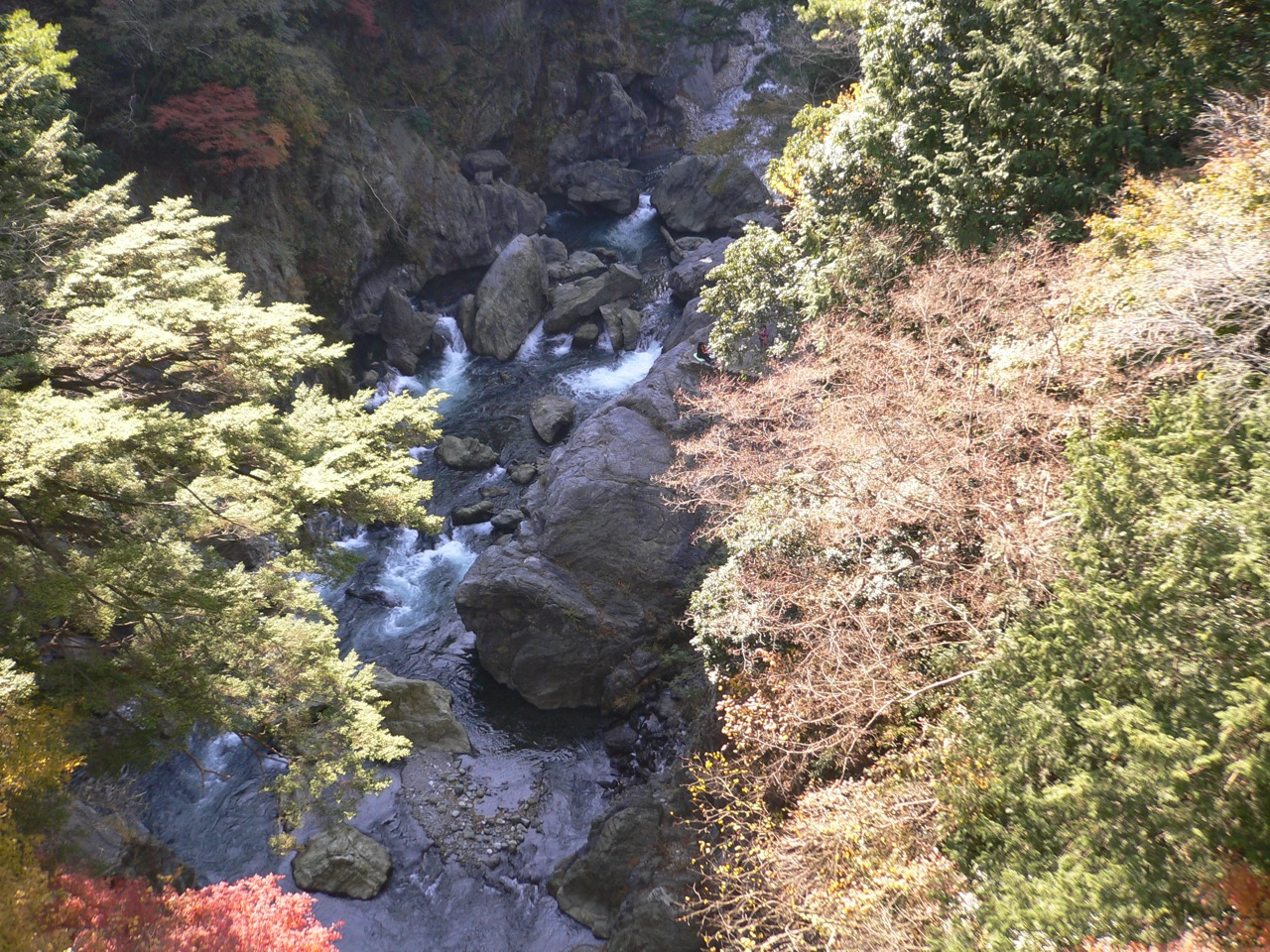
鳩之巢溪谷

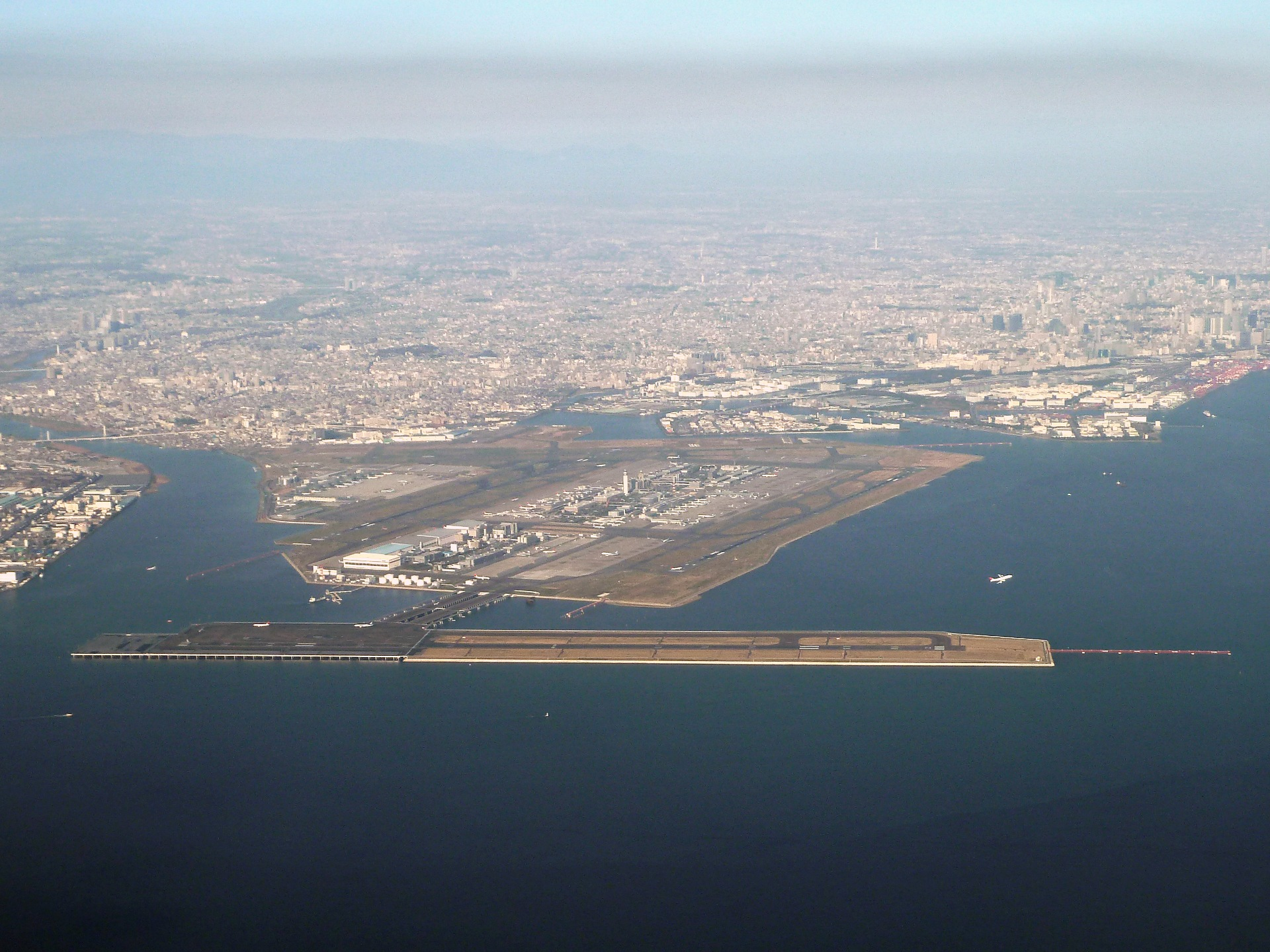
河口的東京國際機場。由於D跑道在多摩川河道延長線上，因此採用不妨礙水流的特殊構造。

### 源頭與小河內水壩
多摩川起源於山梨縣、埼玉縣交界的笠取山（かさとりやま，標高1,953m）山頂南斜面下的「水干」（みずひ）。上游在柳澤峠與柳澤川匯合前稱一之瀨川（いちのせがわ），往下游稱丹波川（たばがわ），之後注入奧多摩湖。

### 上游
從奧多摩湖湖水出口小河內水壩開始稱做多摩川。出奧多摩湖後，於山區往東流至東京都青梅。該上游地區被劃入秩父多摩甲斐國立公園內。東日本旅客鐵道（JR東日本）青梅線也沿著此段河道行駛。
青梅線御嶽站周邊在1985年（昭和60年）以御岳溪流入選名水百選，兩岸鋪設有約4公里的行人步道。
東京都西多摩郡奧多摩町白丸設有白丸水壩。

### 中游
從青梅開始，多摩川沿多摩丘陵與武藏野台地之間往東南前進。左岸武藏野台地的河岸段丘是過去多摩川所造成的地形。段丘崖分別稱作立川崖線（府中崖線）、國分寺崖線，立川崖線下方是多摩川低地，兩崖線之間稱立川面，最上段稱武藏野面。
從東京都調布市、神奈川縣川崎市多摩區開始為東京都與神奈川縣的都縣界，兩岸皆為低地。川崎市多摩區至東京都日野市因礫石層靠近地表，排水良好，盛產梨。尤其川崎市多摩區與東京都稻城市的多摩川梨最為著名。

### 下游
多摩川最後在東京都大田區與川崎市川崎區交界注入東京灣。河口左岸是東京國際機場（羽田機場）。多摩川大橋往下游的河段又稱六鄉川（ろくごうがわ）。水準基標的河口右岸川崎區殿町設有水位觀測所。地形上的河口則在3公里外的浮島町公園。

### 分水嶺
多摩川水系北側的分水嶺是秩父至奧多摩山區的埼玉縣界，以及武藏野台地的武藏野面南緣，相當於玉川上水開鑿處。源頭至三鷹市鄰接荒川分水界，世田谷區往下則鄰接目黑川與呑川的分水界。換句話說，武藏野台地高位面的武藏野面水源幾乎不流入多摩川。
南側的分水嶺在關東山地至多摩丘陵之間。由於受到關東平野周邊隆起、中央下沉的影響，中游以下的多摩川支流幾乎都集中在右岸，包括擁有多摩川水系最大流域面積的秋川，以及最長河道的淺川。上游南側是富士川與相模川的分水界，中游以下是境川及鶴見川的分水界。

### 崖線與湧水
武藏野台地崖線（多摩川中游稱作「ハケ」（Hake）或「ママ」（Mama））下多湧水。這些湧水聚集成中游以下左岸最大支流野川。從JR中央線國分寺站附近的幾處湧泉開始，沿國分寺崖線匯集湧泉，之後在世田谷區玉川1丁目匯入主流。立川崖線下也有聚集湧水的河流，但主要是流入府中用水等用水路。

### 流域自治體
山梨縣
甲州市、丹波山村、小菅村
東京都
奧多摩町○、青梅市○、瑞穗町、檜原村、日之出町、秋留野市○、羽村市○、福生市○、昭島市○、武藏村山市、小平市、立川市○、國立市○、國分寺市、小金井市、八王子市○、日野市○、多摩市○、稻城市○、府中市○、武藏野市、三鷹市、調布市○、狛江市○、世田谷區○、大田區○
神奈川縣
川崎市○
※ 多摩川主流的自治體以○表示）
東大和市的村山貯水池，以及埼玉縣所澤市、入間市的山口貯水池，因透過羽村取水堰或小作取水堰引入多摩川水源，皆屬於多摩川水系。但兩者也都連通荒川水系河川。

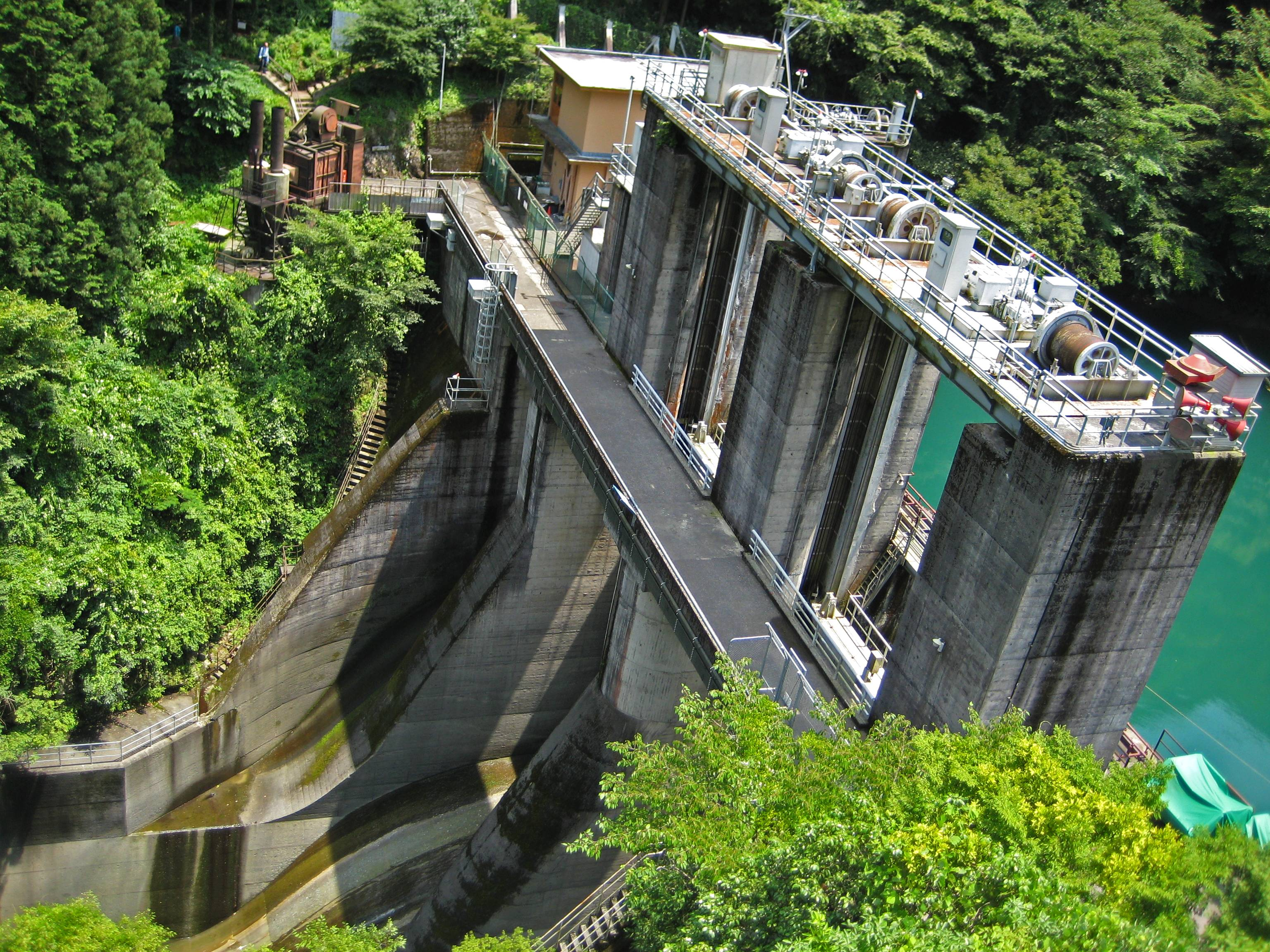
白丸水壩
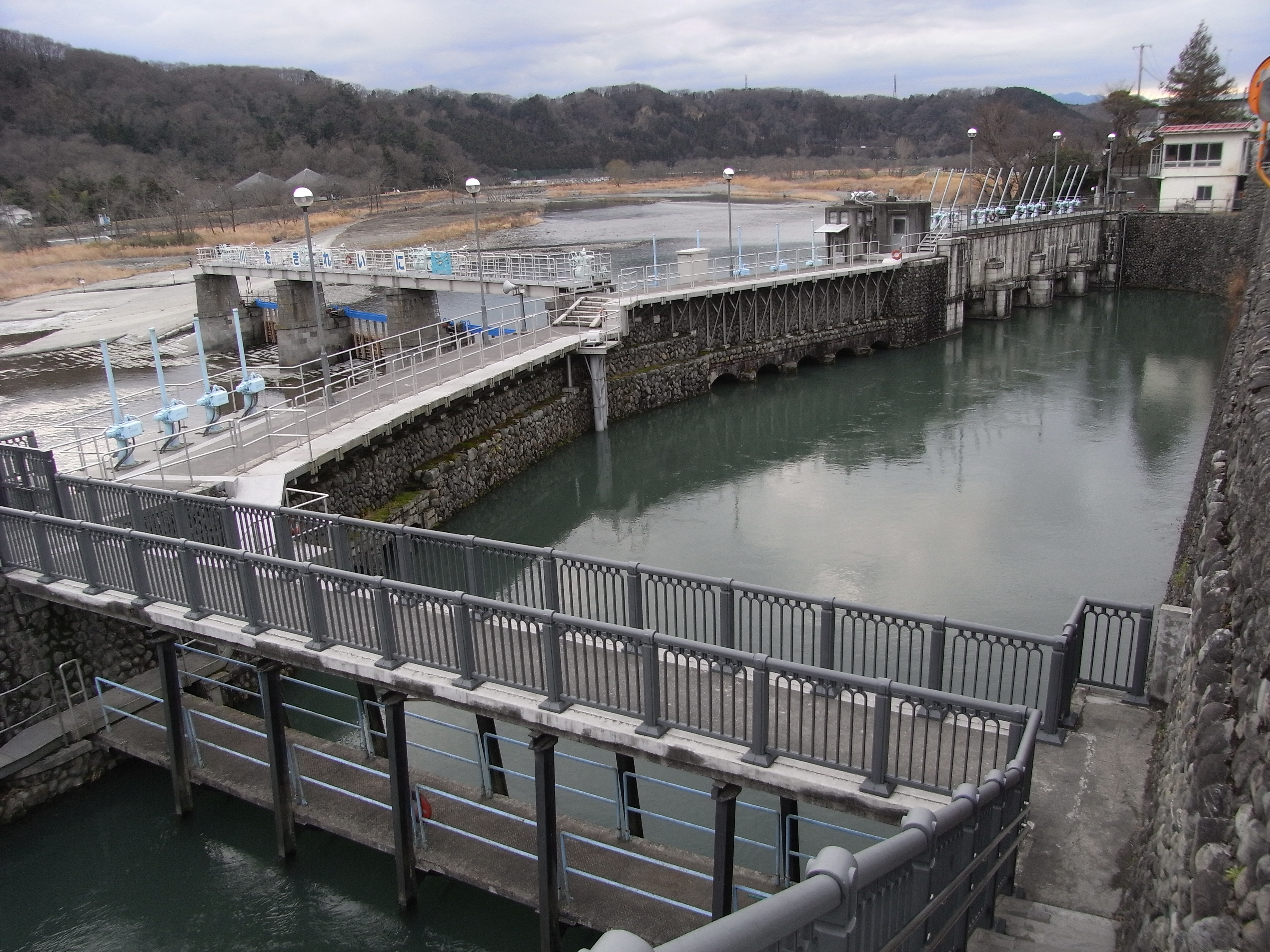
羽村取水堰（日语：羽村取水堰）
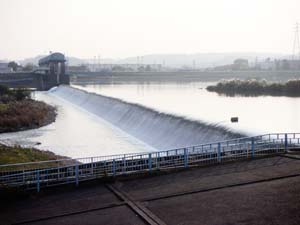
二領上河原堰堤

## 生態學
由於多摩川流經全日本人口最密集的地區，其生物多樣性飽受人類活動影響：生活排水令河流水溫上升；釣魚客及寵物棄養者胡亂放生，令鯰魚之類的原生魚類受到小口黑鱸之類的入侵物種威脅。

## 關連項目
- 多摩川 (大田區)
- 浅川 (東京都) (支流)

## 外部連結
- 國土交通省京濱河川事務所（页面存档备份，存于）（日語）